# Kirche Sieseby

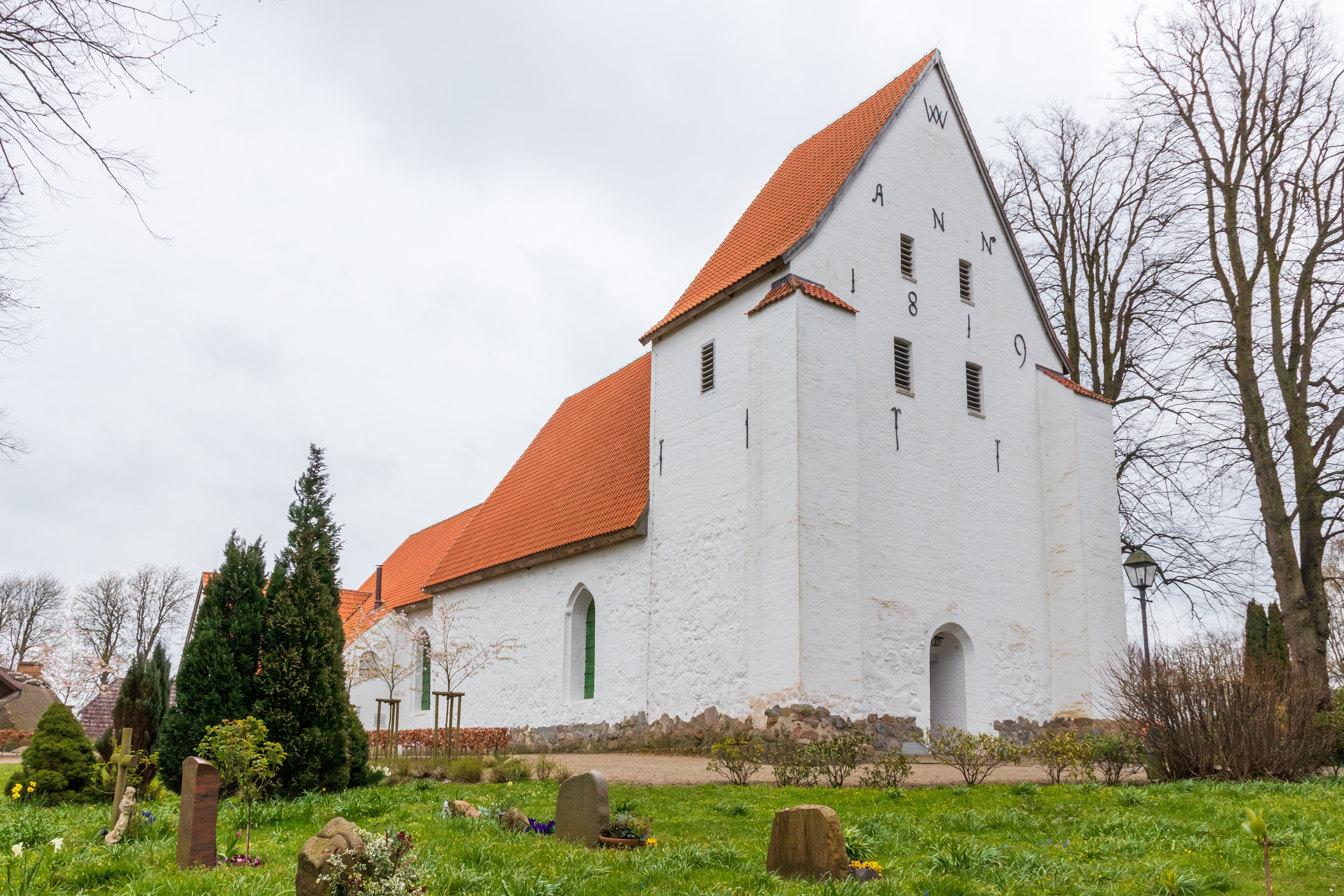
Die Kirche von Sieseby

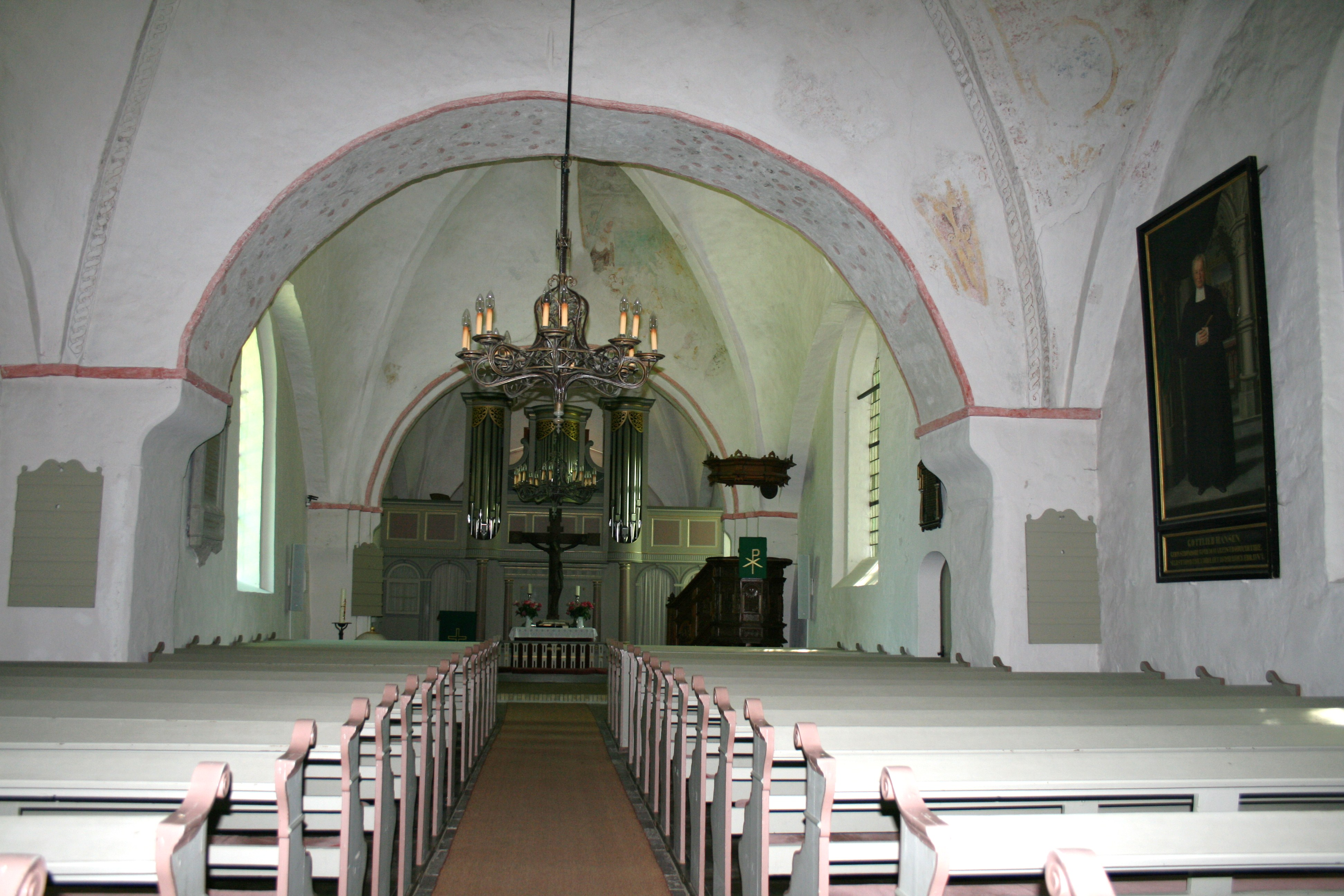
Blick zum Altar (2013)

Die Kirche von Sieseby in der Gemeinde Thumby ist ein Feldsteinbau aus dem 12. Jahrhundert mit spätgotischem Backsteinchor. Sie steht in dem denkmalgeschützten Dorf Sieseby an der Schlei. Sie gehört zur Kirchengemeinde Schwansen in der Evangelisch-Lutherischen Kirche in Norddeutschland.

## Geschichte

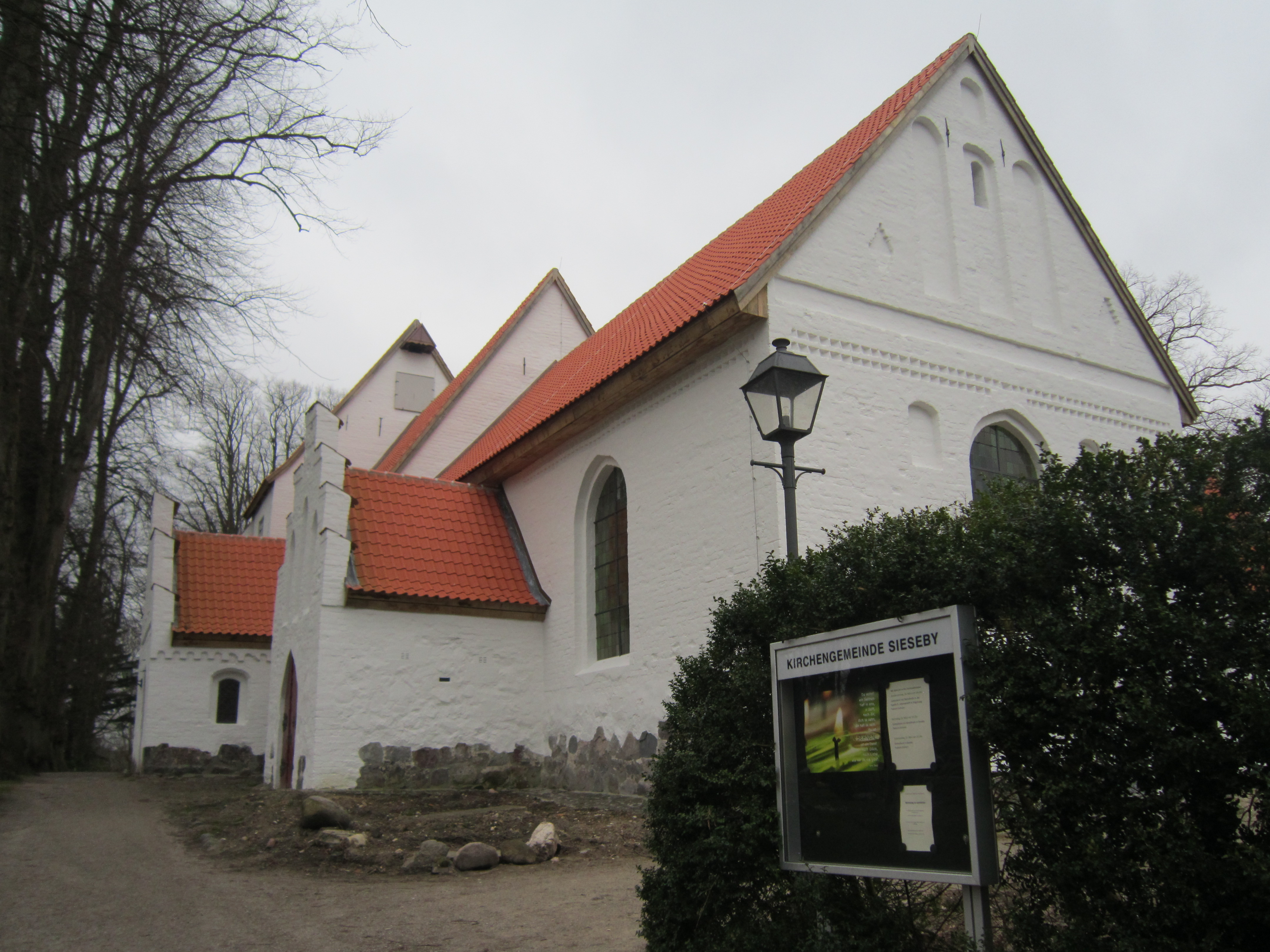
Chorgiebel aus Backstein

Das Kirchspiel Sieseby ist erstmals in einer Urkunde vom 15. August 1267 erwähnt. Der Kirchbau wird in seinen Anfängen aber schon auf das späte 12. Jahrhundert datiert. In seiner frühsten Form bestand die Kirche aus einem flachgedeckten Schiff aus Feldsteinen mit einem eingezogenen Chor. Dieser romanische Bau wurde in den folgenden Jahrhunderten mehrmals erweitert. Südlich ans Kirchenschiff wurden wohl schon 1300 zwei kleinere Kapellen angebaut, von denen heute die größere als Gedenkraum für die Gefallenen der beiden Weltkriege dient. In der kleineren Nebenkapelle befindet sich heute ein separater Andachtsraum. Um 1350 wurde der Chor um ein zweites Joch verlängert, seitdem befindet sich der Chorbogen etwa in der Mitte der Kirche. Gleichzeitig wurden die Gewölbe in Chor und Kirchenschiff eingezogen. In gotischer Zeit wurde der wuchtige rechteckige Westturm angebaut. Nördlich grenzt die 1685 für Heinrich und Margret Hedwig von Ahlefeld errichtete Grabkapelle an den Chor. Sie wird heute als Sakristei genutzt. Sieseby war zu der Zeit ein sogenanntes adliges Kirchspiel, in dem die Gutsherren von Gut Bienebek das Kirchenpatronat innehatten. Außerdem gehör(t)en die Güter Krieseby, Maasleben, Damp, Grünholz, Büchenau, Marienhof und Staun zur Gemeinde.
1819/1820 wurde das Innere der Kirche umgestaltet: Die bisherige Ausstattung wurde weitgehend durch einen klassizistischen Kanzelaltar ersetzt, über dem eine Orgel von Marcussen & Søn eingebaut war. An diese Renovierung erinnert die Zahl 1819 an der Westseite des Turms, der damals durch zwei Eckpfeiler abgestützt wurde. Ebenfalls wurden ein neuer Eingang durch den Turm geschaffen und die beiden bisherigen Türen an der Süd- und Nordseite, durch die Frauen und Männer zuvor getrennt die Kirche betreten hatten, zugemauert. Ein Teil dieser Umbauten wurde einige Jahrzehnte später rückgängig gemacht, als Kanzel und Triumphkreuz zurück in die Kirche kamen. 2015 wurde die Kirche zum letzten Mal renoviert. Dabei wurde festgestellt, dass sich unter den bei der Renovierung 1981 freigelegten Gewölbemalereien aus dem 16. Jahrhundert Reste älterer Malereien befinden.

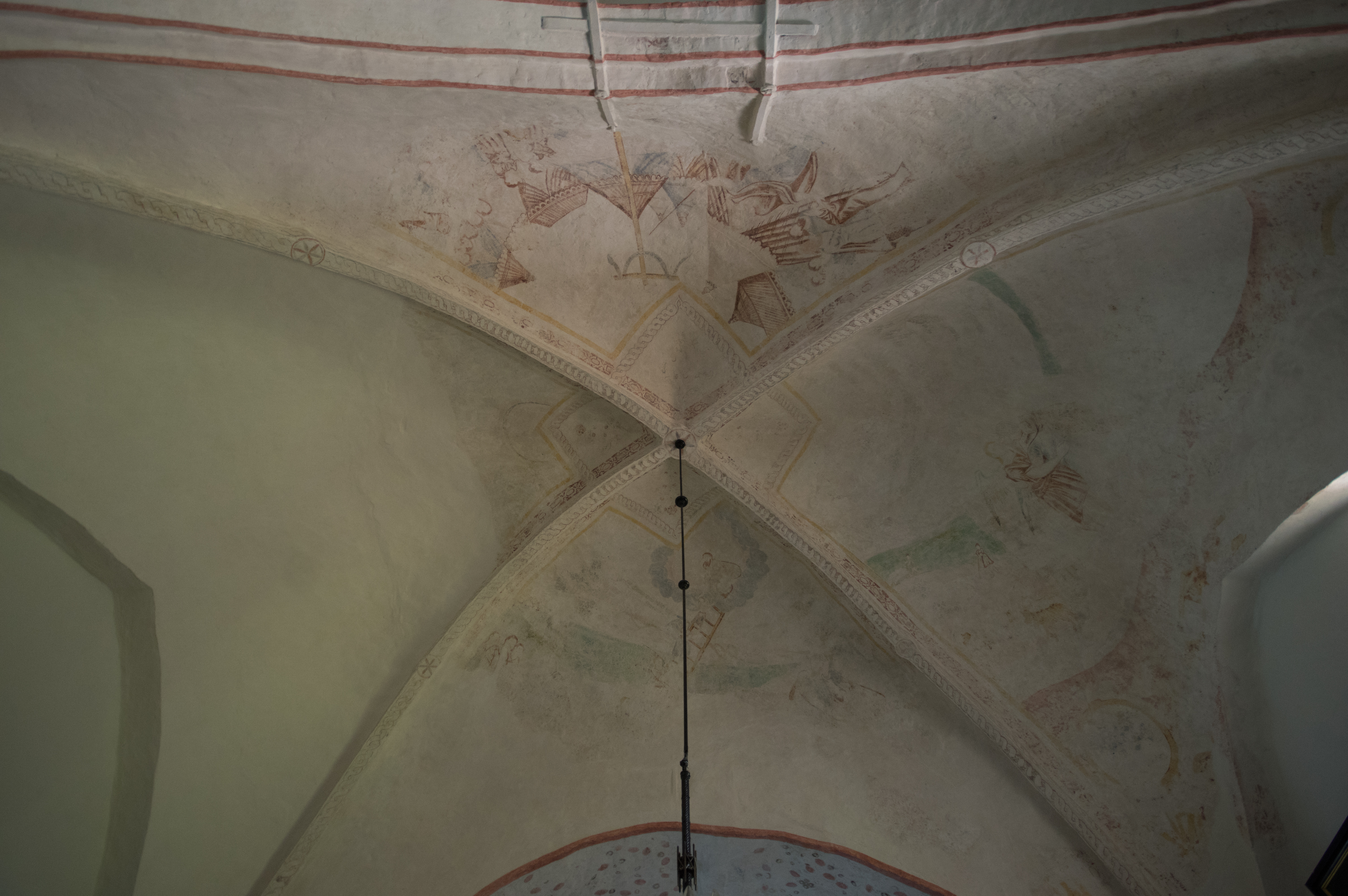
Ausmalung des Deckengewölbes des Kirchenschiffs mit Szenen aus dem Alten Testament

2020 fusionierte die Kirchengemeinde Sieseby mit den bisherigen Kirchengemeinden Borby-Land, Karby, Rieseby und Waabs zur Kirchengemeinde Schwansen, die sich über die gesamte Halbinsel Schwansen erstreckt und etwa 7000 Gemeindeglieder hat.

## Ausmalung
Die Gewölbe waren vermutlich von Anfang an ausgemalt. Reste davon wurden bei der Renovierung 2015 gefunden. Sichtbar sind Überreste der Ausmalung des 16. Jahrhunderts. Im Kirchenschiff vor dem alten Chorbogen sind Szenen aus dem Alten Testament dargestellt: zum Altar hin (Osten) der Traum des Jakob von der Himmelsleiter, im Süden sein Kampf mit dem Engel, im Westen die Aufstellung der ehernen Schlange durch Moses im Lager der Israeliten in der Wüste. Im vorderen Chorgewölbe hat sich eine Szene der Weihnachtsgeschichte erhalten.

## Ausstattung

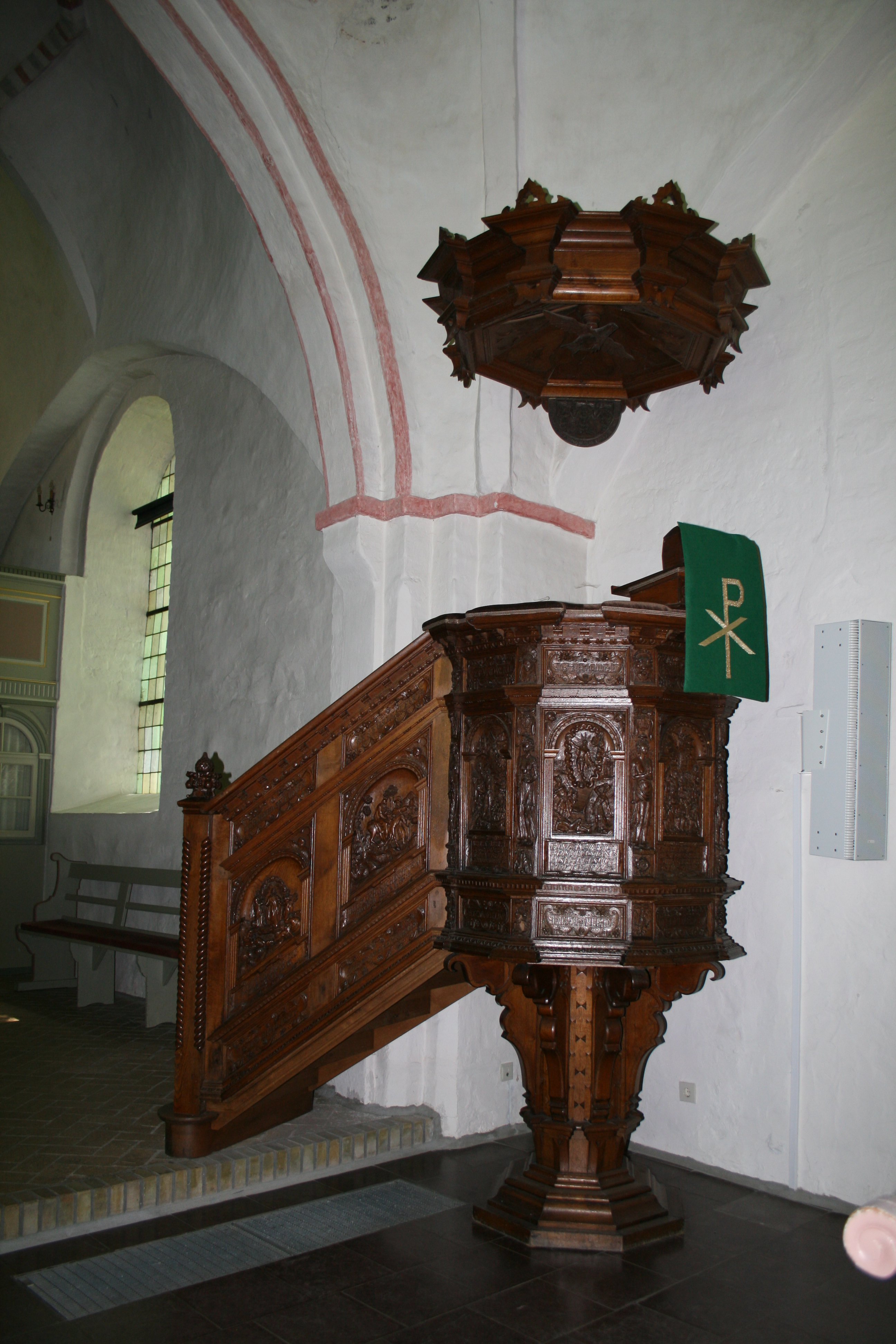
Der Kanzelkorb von 1592 wurde 1860 durch einen neuen Aufgang ergänzt

Das älteste Ausstattungsstück, Bruchstücke eines Taufsteins aus Granit aus dem 12. Jahrhundert, den Benedikt Pogwisch der Kirche 1613 stiftete, steht auf dem Friedhof vor der Kirchentür. Er wurde wohl 1820 durch eine hölzerne Taufe in Form eines klassizistischen Deckelpokals ersetzt. Diese in weiß gehaltene Taufe ist mit vergoldeten Umgangsleisten und einem Deckelknauf versehen. Unter der Haube befindet sich eine Taufschale aus Messing mit dem Ahlefeldschem Wappen. Sie wurde der Gemeinde von der Familie Ahlefeld 1685 gestiftet. Die Höhe der Taufe beträgt 90 cm.
Ebenfalls aus dem 12. Jahrhundert stammt die Figur des Jesus an dem Triumphkreuz am Altar. Ursprünglich hatte das Kreuz im Chorbogen gehangen und der Gekreuzigte als Zeichen seines Triumphs über den Tod eine Krone getragen. Das Kreuz selbst ist etwas jünger. Es stammt von 1848. In den Medaillons an den Balkenenden waren vermutlich die Evangelistensymbole gemalt. 1819 wurde das Kreuz aus der Kirche entfernt und im Gewölbeboden gelagert. 1884 restaurierte es Christian Carl Magnussen, wobei er die Königs- durch eine Dornenkrone ersetzte. Die Oberflächen wurden geglättet. Der linke Arm sowie alle Nägel sind neu. Um das Jahr 1955 wurde eine braune Fassung abgenommen. Der Corpus ist von hinten gehöhlt. Seit 1848 ist der Kruzifix wieder in der Kirche angebracht, zuerst an der Nordwand, seit 1969 auf dem Altar.
Die Kanzel stifteten 1592 Hans und Margarethe von der Wisch, die Besitzer der Güter Grünholz, Damp und Norby. Die im Stil der Renaissance gearbeitete Holzschnitzarbeit stammt vermutlich aus der Eckernförder Bildschnitzerschule, möglicherweise aus der Werkstatt des Eckernförder Bildschnitzers Hans Gudewerdt des Älteren. Das Bildprogramm ist ungewöhnlich: Die Tafeln des Kanzelkorbs zeigen die Opferung Isaaks, die Auferstehung Christi, das Pfingstwunder, die Bekehrung des Paulus und die Steinigung des Stephanus. 1819 wurde die Kanzel abgebaut und durch eine Kanzel über dem Altar ersetzt. In Stücke zerlegt lagerten die wertvollen Teile auf dem Kirchenboden. Bei der Wiederaufstellung 1860 wurde sie durch eine neue Treppe ergänzt, deren Schnitztafeln die Verklärung Jesu und die Flucht nach Ägypten darstellen.
Nachdem wieder die alte Kanzel verwendet wurde, bekam der Altar ein großflächiges Altarbild des Malers August Theodor Kaselowsky, das den segnenden Christus zeigt. 1969 wurde anstelle des Bildes das Triumphkreuz am Altar angebracht. Das Bild hängt seither an der Nordwand des Kirchenschiffes. Ein zweites Gemälde stellt die Segnung der Kinder durch Jesus dar. Es ist eine Kopie eines Bildes von Friedrich Overbeck durch Carl Andreas August Goos 1851. Außerdem hängen in der Kirche die Bilder zweier früherer Pastoren: Gottlieb Hansen wurde 1849 anlässlich seines 50. Dienstjubiläums ebenfalls von Goos gemalt. Theodor Julius Lund war von 1869 bis 1904 Pastor in Sieseby.
Eine Besonderheit stellen die Kronleuchter dar. Sie stammen aus dem Jahr 1811 und bestehen aus geflochtenem Holz. Ihr metallisches Aussehen verdanken sie einer farbigen Veredelungstechnik, die sie dunkelbraun und bronzefarben fasste. Auf den ersten Blick lässt sich eine Oberfläche in Messing nicht abstreiten. 

## Orgel

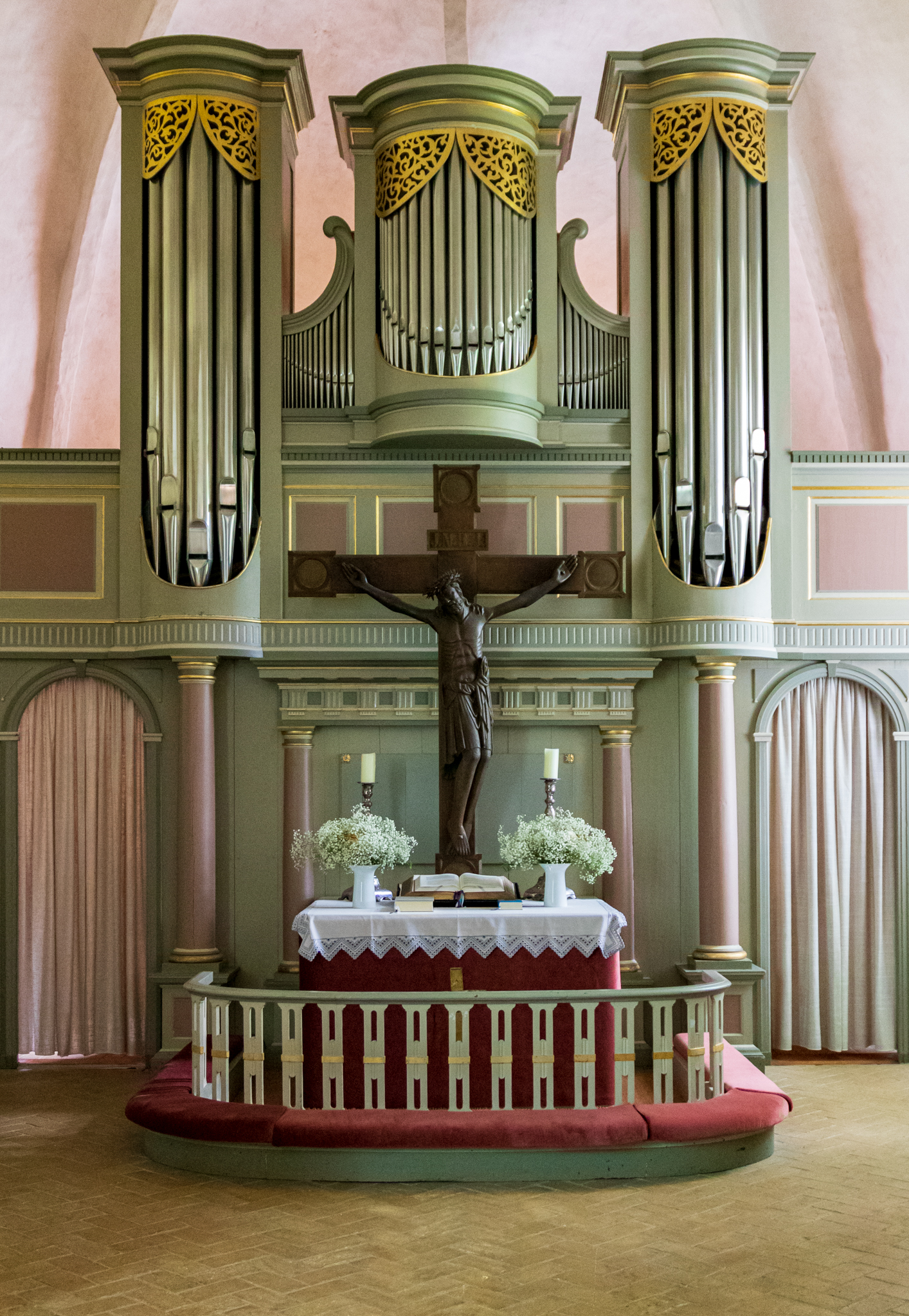
Orgelprospekt und Altar mit Triumphkreuz

1819/1820 baute Jürgen Marcussen als erste Kirchenorgel seiner damals noch in Satrup ansässigen Werkstatt die erste Orgel der Siesebyer Kirche. Die neue Orgel wurde über dem Altar angebracht. Die Orgelpfeifen rahmten die Kanzel. Für dieses Instrument verwendete Marcussen erstmals einen von ihm entwickelten Kastenbalg, der die Luftzufuhr gleichmäßig regulierte und die Lösung für ein seinerzeit dringendes technisches Problem des Orgelbaus bot. 1893 erweiterte Marcussen & Søn die Orgel. 1969 war diese Orgel so stark renovierungsbedürftig, dass die Gemeinde eine neue Orgel desselben Unternehmens anschaffte, die 1981 durch ein zweites Manual ergänzt wurde. Die bisherige Siesebyer Orgel wurde renoviert und steht heute im Seitenschiff des Haderslebener Doms.

## Sage
Der Sage nach soll der Bauplatz der Kirche von Mönchen gewählt worden sein, weil hier, als es in der Johannisnacht schneite, ein kreuzförmiges Stück Land schneefrei blieb.